# Bombina orientalis
El sapillo de vientre de fuego oriental (Bombina orientalis) es una especie de anfibio anuro de la familia Bombinatoridae. Cada vez se conoce más por ser un animal doméstico, contexto en el que se le llama más comúnmente sapo vientre de fuego.
Su distribución natural comprende el este de Siberia, partes de China y Corea. Actualmente no está catalogado como una especie protegida.

## Descripción
Se confunde muchas veces con una rana por tener un cuerpo más alargado que la mayoría de los sapos. La piel en el dorso es áspera al tacto y verrugosa, de color verde o marrón. Tiene tonos rojos o anaranjados en el abdomen, bien diferenciados de un color de fondo negro oscuro. Utiliza este patrón de color para atemorizar a sus atacantes, haciendo alarde de su toxicidad y mal sabor.
Su tamaño oscila entre los 4 y 5 cm en su etapa adulta.

## Alimentación
Su dieta se basa en pequeños invertebrados, como grillos, saltamontes, moscas, mosquitos y similares.